# Giuseppe Maria Abbiati
Giuseppe Maria Abbiati (počeštěně Josef Abbiati, 1658 Milán – 1720) byl italský rytec. Zabýval se především rytinami bitev. Byl pravděpodobně příbuzným manýristického malíře Filippa Abbiatiho. Vytvořil několik rytin pro publikaci Disegni d’Architettura Civile et Ecclesiastica od Guarina Guariniho.

## Galerie
- Projekt fasády pro kapli Panny Marie Altöttinské v Praze v díle Disegni d’Architettura Civile et Ecclesiastica od Guarina Guariniho.
- Titulní list k Lucanovým Farsalským polím vydaným v Hugem Grotiem v roce 1721 s komentáři Thomase Farnabyho.
- Titulní list k Dvanácti knihám epigramů Marka Valeria Martialise vydaným v roce 1704